# Верхнемамонский район
Верхнемамо́нский райо́н — административно-территориальная единица (район) и муниципальное образование (муниципальный район) на юге Воронежской области России.
Административный центр — село Верхний Мамон.

## География
Площадь района — 1350 км². Территория района находится на юге Среднерусской возвышенности (в лесостепной и степной зонах) и представляет собой возвышенную равнину, расположенную на высоте 200—220 м над уровнем моря. Основная река — Дон.

## История
Верхне-Мамонский район был образован 30 июля 1928 года в Россошанском округе Центрально-Чернозёмной области. С 13 июня 1934 года в составе Воронежской области. 12 октября 1959 года к Верхнемамонскому району была присоединена часть территории упразднённого Новокалитвянского района. Расформирован 7 декабря 1962 года. В современных границах район восстановлен 9 декабря 1970 года Указом Президиума Верховного Совета РСФСР «Об образовании Верхнемамонского района в Воронежской области», а также в соответствии с Решением исполнительного Комитета Воронежского областного Совета депутатов трудящихся от 15 декабря 1970 года.№ 996 «Об административно-территориальном составе Верхнемамонского и Поворинского районов».

## Население
| 1989    | 2002    | 2009    | 2010    | 2011    | 2012    | 2013    | 2014    | 2015    |
| ------- | ------- | ------- | ------- | ------- | ------- | ------- | ------- | ------- |
| 22 788  | ↗23 086 | ↘20 917 | ↗21 659 | ↘21 538 | ↘21 070 | ↘20 700 | ↘20 348 | ↘19 890 |
| 2016    | 2017    | 2018    | 2019    | 2020    | 2021    | 2025    |         |         |
| ↘19 439 | ↘18 982 | ↘18 570 | ↘18 417 | ↘18 363 | ↗18 611 | ↘17 956 |         |         |

### Национальный состав
По итогам переписи населения 2020 года проживали следующие национальности (национальности менее 0,1 % и другое, см. в сноске к строке «Другие»):
| Национальность | Численность, чел. | Доля     |
| -------------- | ----------------- | -------- |
| Русские        | 17 464            | 93,84 %  |
| Армяне         | 262               | 1,41 %   |
| Турки          | 250               | 1,34 %   |
| Украинцы       | 106               | 0,57 %   |
| Цыгане         | 95                | 0,51 %   |
| Азербайджанцы  | 50                | 0,27 %   |
| Таджики        | 28                | 0,15 %   |
| Узбеки         | 25                | 0,13 %   |
| Другие         | 331               | 1,78 %   |
| Итого          | 18 611            | 100,00 % |

## Муниципально-территориальное устройство
В Верхнемамонский муниципальный район входят 10 муниципальных образований со статусом сельских поселений:
| №  | Муниципальное образование             | Административный центр | Количество населённых пунктов | Население | Площадь (км²) |
| -- | ------------------------------------- | ---------------------- | ----------------------------- | --------- | ------------- |
| 1  | Верхнемамонское сельское поселение    | село Верхний Мамон     | 2                             | ↗7505     | 177,99        |
| 2  | Гороховское сельское поселение        | село Гороховка         | 1                             | ↘1084     | 140,58        |
| 3  | Дерезовское сельское поселение        | село Дерезовка         | 3                             | ↗866      | 107,36        |
| 4  | Лозовское 1-е сельское поселение      | село Лозовое           | 1                             | ↘1590     | 103,35        |
| 5  | Мамоновское сельское поселение        | село Мамоновка         | 1                             | ↗560      | 56,64         |
| 6  | Нижнемамонское 1-е сельское поселение | село Нижний Мамон      | 2                             | ↗3472     | 105,42        |
| 7  | Ольховатское сельское поселение       | село Ольховатка        | 1                             | ↘761      | 57,12         |
| 8  | Осетровское сельское поселение        | село Осетровка         | 1                             | ↘662      | 78,05         |
| 9  | Приреченское сельское поселение       | село Приречное         | 1                             | ↗639      | 57,52         |
| 10 | Русско-Журавское сельское поселение   | село Русская Журавка   | 1                             | ↗1472     | 128,08        |

Законом Воронежской области от 28 июня 2013 года № 88-ОЗ, преобразованы путём объединения:
- Лозовское 1-е сельское поселение и Лозовское 2-е сельское поселение в Лозовское 1-е сельское поселение с административным центром в селе Лозовое;
- Нижнемамонское 1-е сельское поселение и Нижнемамонское 2-е сельское поселение в Нижнемамонское 1-е сельское поселение с административным центром в селе Нижний Мамон.

## Населённые пункты
В районе 14 населённых пунктов:
| №  | Населённый пункт | Тип   | Население | Муниципальное образование             |
| -- | ---------------- | ----- | --------- | ------------------------------------- |
| 1  | Верхний Мамон    | село  | ↘7505     | Верхнемамонское сельское поселение    |
| 2  | Гороховка        | село  | ↘1084     | Гороховское сельское поселение        |
| 3  | Дерезовка        | село  | ↘825      | Дерезовское сельское поселение        |
| 4  | Донской          | хутор | 32        | Дерезовское сельское поселение        |
| 5  | Красноярский     | хутор | ↘0        | Верхнемамонское сельское поселение    |
| 6  | Лозовое          | село  | ↘1590     | Лозовское 1-е сельское поселение      |
| 7  | Лукьянчиков      | хутор | ↗8        | Нижнемамонское 1-е сельское поселение |
| 8  | Мамоновка        | село  | ↗560      | Мамоновское сельское поселение        |
| 9  | Нижний Мамон     | село  | ↘3464     | Нижнемамонское 1-е сельское поселение |
| 10 | Ольховатка       | село  | ↘761      | Ольховатское сельское поселение       |
| 11 | Оробинский       | хутор | ↘174      | Дерезовское сельское поселение        |
| 12 | Осетровка        | село  | ↘662      | Осетровское сельское поселение        |
| 13 | Приречное        | село  | ↗639      | Приреченское сельское поселение       |
| 14 | Русская Журавка  | село  | ↗1472     | Русско-Журавское сельское поселение   |

## Экономика

Мамонский район, стела на трассе М4

Ведущей отраслью экономики района является сельское хозяйство. Площадь сельскохозяйственных угодий составляет 93 тыс. га. Основными производителями растениеводческой и животноводческой продукции являются сельскохозяйственные организации: колхозы и крестьянско-фермерские хозяйства. В животноводстве приоритетным направлением является повышение продуктивности животных, ведётся работа по воспроизводству стада.
Промышленность Верхнемамонского муниципального района представлена в основном предприятиями пищевой промышленности. Существует ОАО Завод Молочный «Верхнемамонский».

### Транспорт

Мост через Дон на старой дороге М4

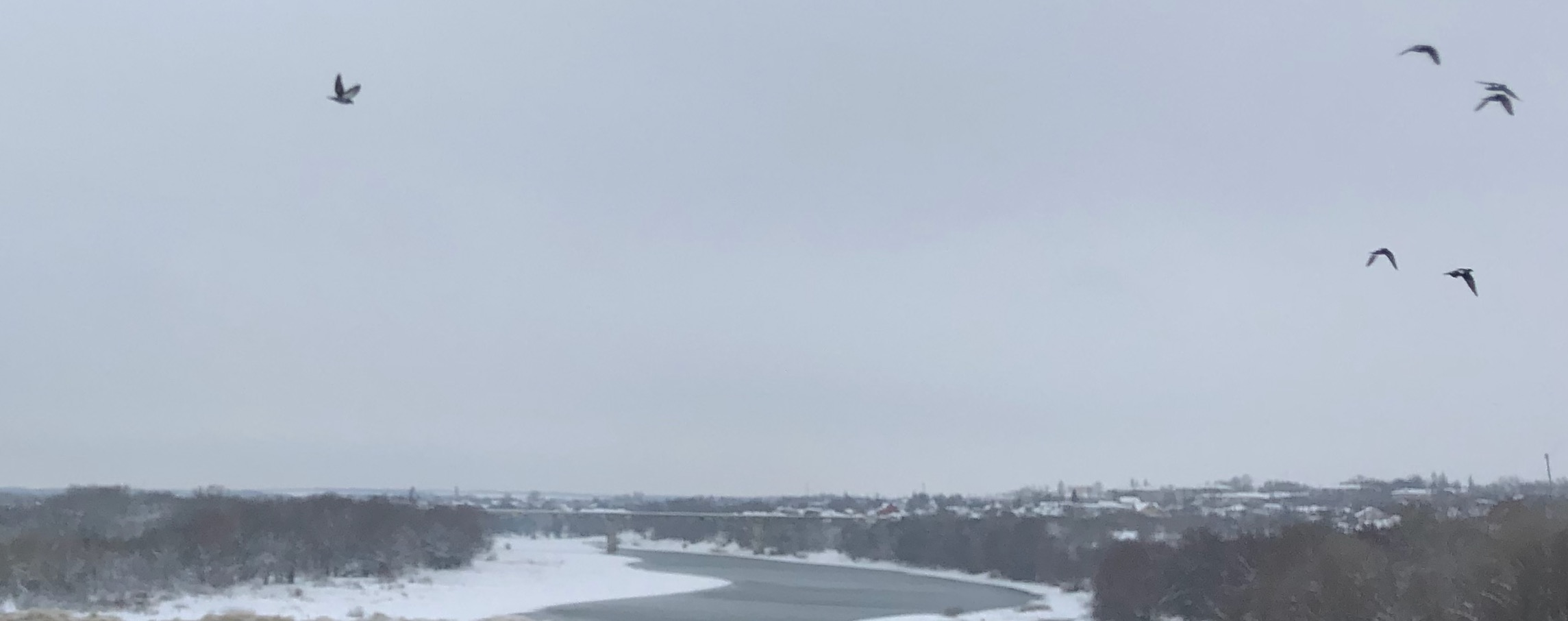
М4 - мост через Дон

Расстояние от райцентра Верхний Мамон до областного центра составляет 220 км. Через Верхний Мамон проходит автомагистраль М-4 «Дон», которая в настоящее время не проходит через село.

## Культура
Верхнемамонский район славится своими традиционными культурными традициями. На территории сёл района успешно гастролирует народный ансамбль «Придонье», созданный семейной четой Тарасенко, функционирует районная газета «Донская Новь», активно пропагандирующая народные традиции в быту, и заполняет образовательную нишу Верхнемамонский Лицей — первое в Воронежской области заведение в своём роде, созданное выдающимся педагогом Василием Дудкиным ещё в 1991 году.

## Известные уроженцы
- Бирюкова, Александра Павловна (1929–2008) — советский государственный деятель. Кавалер орденов Трудового Красного Знамени (1971; 1976) и Октябрьской Революции (1981).
- Горягин, Павел Михайлович (08.04.1932 — 15.02.2015) — полный кавалер ордена Трудовой Славы (1986)[23]
- Зиновьев Иван Алексеевич (1924–1943) — сержант РККА, участник Великой Отечественной войны, Герой Советского Союза (1943).
- Поветкин, Степан Иванович (1895–1965) — советский военный деятель, Генерал-лейтенант (1943 год).
- Торопчин, Иван Михайлович (1896—1972) — советский военачальник, полковник (1940).